# Жендрон, Натали
Натали Жендрон (фр. Nathalie Gendron, род. 9 июля 1967, Версаль) — французская профессиональная шоссейная велогонщица, активно выступала в 1990-х годах. Чемпионка мира по шоссейному велоспорту (1991).

## Карьера
В 1991 году Натали Жендрон завоевала золотую медаль в командной гонке на чемпионате мира по шоссейному велоспорту (вместе с Марион Клинье, Сесиль Оден и Катрин Марсаль). Также выиграла Хроно Наций в 1991 году.
В 1993 году она выиграла чемпионат Франции по трековому велоспорту в индивидуальной гонке преследования.
После завершения спортивной карьеры занялась созданием предметов декора и небольшой мебели из переработанной древесины.

## Достижения

### Шоссе
1985
Дуо Норман (с Натали Пеллетье)
1990
Хроно Шампенуа
2-я на Гран-при Франции
1991
 Чемпионат мира — командная гонка (вместе с Марион Клинье, Сесиль Оден и Катрин Марсаль)
Хроно Шампенуа
Хроно Наций
1992
2-я на Кубке Франции
1993
5-я на Чемпионате мира — командная гонка

### Трек
1992
3-я на Чемпионате Франции — индивидуальная гонка преследования
1993
 Чемпионат Франции — индивидуальная гонка преследования
1995
 Чемпионат Франции по трековому велоспорту — индивидуальная гонка преследования